# SWS西日本
SWS西日本株式会社（エスダブリュエスにしにほん）三重県松阪市に本社を置く企業である。住友電装の子会社である。
2010年に九州住電装、北陸ハーネス、東洋ハーネス、新宮ハーネスが統合されて設立された。
2017年9月29日に島根工場が閉鎖となり、大分工場への事業の集約が行われた。

## 事業所
- 本社・工場（三重県鈴鹿市）[4]
- 松阪工場（三重県松阪市）[4]
- 新宮工場（和歌山県新宮市）[4]
- 宇ノ気工場（石川県かほく市）[4]
- 田鶴浜工場（石川県七尾市）[4]
- 熊本工場（熊本県菊池市）[4]
- 大分工場（大分県日田市）[4]